# Microstigmatidae
Microstigmatidae Roewer, 1942 è una famiglia di ragni appartenente al sottordine Mygalomorphae.

## Etimologia
Il nome deriva dal greco , mikròs cioè piccolo, di piccole dimensioni e στίγμα, stìgma, cioè macchia, segno, marchio per la presenza di piccole macchie sul corpo, ed il suffisso -idae, che designa l'appartenenza ad una famiglia.

## Caratteristiche
Sono ragni di piccole dimensioni, da 4 a 13 millimetri, migalomorfi, non legati alla costruzione di ragnatele.

## Comportamento
Sono stanziali nell'habitat forestale, sotto pietre o fogliame.

## Distribuzione
Sono diffusi nell'America centrale e meridionale e in Sudafrica.

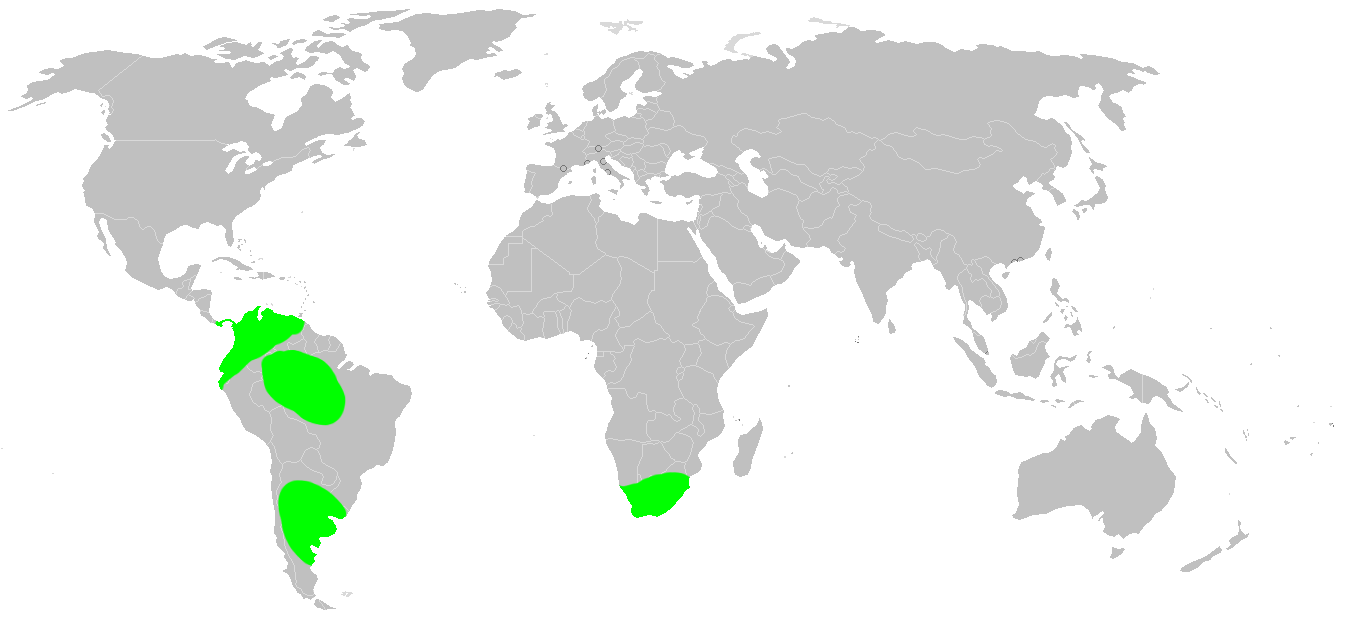
Microstigmatidae, distribuzione

## Tassonomia
La famiglia fu staccata dalla famiglia Dipluridae nel 1981. La sottofamiglia Pseudonemesiinae fu trasferita dalla famiglia Ctenizidae all'interno della sottofamiglia Microstigmatinae.
A seguito di un lavoro di Opalova et al., del 2020 questa famiglia è stata ampliata nel numero di generi sulla base di relazioni filogenetiche emerse.
Attualmente, a novembre 2020, si compone di 12 generi e 41 specie; per la suddivisione in sottofamiglie viene seguita quella dell'entomologo Joel Hallan:
- Micromygalinae Platnick & Forster, 1982

- Micromygale Platnick & Forster, 1982 - Panama
- Tonton Passanha, Cizauskas & Brescovit, 2019 — Brasile

- Microstigmatinae Roewer, 1942

- Angka Raven & Schwendinger, 1995 — Thailandia
- Envia Ott & Höfer, 2003 - Brasile
- Ixamatus Simon, 1887 — Australia
- Kiama Main & Mascord, 1969 — Nuovo Galles del Sud
- Microstigmata Strand, 1932 - Sudafrica
- Ministigmata Raven & Platnick, 1981 - Brasile
- Pseudonemesia Caporiacco, 1955- Colombia, Venezuela
- Spelocteniza Gertsch, 1982 - Ecuador
- Xamiatus Raven, 1981 — Australia
- Xenonemesia Goloboff, 1989 - Brasile, Uruguay